# Christine Amor
Christine Amor (Brisbane, 1952) è un'attrice australiana, ricordata soprattutto per il suo lavoro televisivo.

## Biografia
È più conosciuta per il suo ruolo di operatrice sociale Jean Vernon nel corso del 1979: La stagione del Prigioniero. È stata inoltre uno dei protagonisti della serie Carson ed è comparsa nella versione australiana della sitcom Are You elaborat?. Ha svolto il ruolo di Miss Chathman nella serie televisiva australiana H2O: Just Add Water.
Christine è anche una celebrante dei matrimoni civili nello Stato del Queensland.